# Xmlenc
Az xmlenc az informatikában egy Java nyelvű stream alapú XML kimentet kezelő objektum könyvtár. Tervezéskor a fő célkitűzés a teljesítmény, az egyszerű használat és a kevésbé robusztusság volt. 2012-ben a leggyorsabb XML kimeneti objektumkönyvárként tartották számon, ami Java nyelven elérhető.

## Külső hivatkozások
- xmlenc Homepage

## Fordítás
Ez a szócikk részben vagy egészben  a   xmlenc című angol Wikipédia-szócikk ezen változatának fordításán alapul.  Az eredeti cikk szerkesztőit annak laptörténete sorolja fel. Ez a jelzés csupán a megfogalmazás eredetét és a szerzői jogokat jelzi, nem szolgál a cikkben szereplő információk forrásmegjelöléseként.